# 卡门贝国际机场
卡门贝国际机场（英語：Kamembe International Airport）是卢旺达西南部的一座机场，位于卢旺达西部省鲁济济县尚古古市商业中心区以北约5公里。距离卢旺达最大机场基加利国际机场约147.5公里，卢旺达航空每日有航班往返两地。
机场设有一条长1.5千米，宽45米的沥青跑道，可支持Q400型客机的升降。
2008年，机场航站楼因地震严重损毁，卢旺达政府在2010年宣布将进行重建和现代化改造工程，包括兴建新的航站楼和控制塔，并启用了新的导航系统，工程于2012年完成。2014年起进行跑道扩建工程，2015年工程完成后机场重新投入运营。2016年至2019年期间获得世界银行资助添置导航辅助设施、气象监测仪器、机场周边围网、照明系统等设施。